# Matteo Correale
Matteo Correale (Salerno, 22 dicembre 1764 – Castellammare di Stabia, 10 aprile 1836) è stato un militare italiano.

## Biografia
Nacque a Salerno il 22 dicembre 1764 dal barone Pasquale Correale e da Teresa de Vicariis, di nobile famiglia salernitana.
Fin da giovanissimo fu avviato alla carriera militare ottenendo già a quattro anni di età l'iscrizione nei ranghi del reggimento provinciale Real Campagna. Nel giugno 1773 ottiene di essere assegnato alla marina da guerra. Nonostante il precoce arruolamento egli passò questo periodo dedicandosi allo studio, entrando all'Accademia navale nel 1778 e uscendone l'anno dopo. Com'era consuetudine passò un periodo di formazione militare all'estero, militando nelle file della marina da guerra francese in un primo momento a Brest, imbarcandosi sulla fregata Médée comandata dal capitano di vascello Hergarion e in seguito sul vascello La Couronne che pattugliava la Manica agli ordini dell'ammiraglio Latouche-Tréville. Nel 1781 fu promosso brigadiere delle guardie marine mentre si trova in servizio sul vascello di linea Magnanime agli ordini del generale conte de Grasse, impegnato contro gli inglesi nelle Antille.
Nel 1783 viene richiamato a Napoli dove venne subito assegnato al vascello San Gioacchino, e poi alla fregata Santa Dorotea che faceva parte della squadra congiunta siciliana, portoghese e spagnola contro i pirati di Algeri. Promosso tenente di vascello nel 1787 ottiene il suo primo comando, la goletta Levriera con il compito di proteggere i pescatori di corallo. Passò in seguito sul vascello Tancredi comandato da Francesco Caracciolo e partecipò con gli Inglesi all'assedio di Tolone e alla battaglia di Capo Noli condotta dall'ammiraglio Sir Henry Hotham contro le navi francesi, nella quale comandava una squadra di galeotte. In seguito passò sotto il comando di Horatio Nelson per una missione congiunta di pattugliamento delle coste liguri.
Nel 1797, nominato tenente di vascello servì sull'Archimede comandato dal viceammiraglio Forteguerri, mandato a Trieste a scortare la principessa Maria Clementina d'Austria che andava in sposa a Francesco, figlio di re Ferdinando. Nello stesso anno comandava la fregata Minerva, pattugliando l'Adriatico e catturando due navi tunisine. Dopo aver partecipato alle più importanti battaglie combattute dalla flotta al comando di Francesco Caracciolo, nella primavera del 1799, caduta la repubblica fu incarcerato insieme al fratello Giuseppe e processato (gli atti del processo sono conservati nell'archivio di famiglia depositato presso l'Archivio di Stato di Napoli). Graziato da re Ferdinando, fu riammesso in servizio. Ma nel 1806, all'arrivo dei francesi, il re dové fuggire di nuovo a Palermo mentre Matteo ed il fratello venivano introdotti nei ranghi della marina napoletana ricostituita da re Giuseppe Bonaparte. In particolare Matteo era abile nella costruzione delle cannoniere per cui gli venne assegnata la cura dell'Arsenale napoletano, dove si costruivano le unità minori (invece in quello di Castellammare si costruivano i vascelli). Inoltre ebbe la nomina di capitano di fregata e Capo di Stato Maggiore nella marina del Regno di Napoli. Nel 1808 viene promosso capitano di vascello e partecipò agli scontri con la flotta inglese per riprendere Capri. Subito venne designato come negoziatore per incontrarsi con il generale John Stuart per trattare in una occasione la restituzione di prigionieri, poi si occupò delle navi catturate Capri e San Gioacchino, altra missione in cui riuscì egregiamente. Dopo la restaurazione del 1815 e il ritorno a Napoli di re Ferdinando vennero ristrutturati i ruoli dell'esercito e della marina del nuovo Regno delle Due Sicilie, nei cui ranghi vennero riammessi i due fratelli Correale. Ma nel 1821 parteciparono ai moti del 1821 e furono accusati di essere carbonari, accuse poi cadute. Matteo si ritirò così a vita privata, chiedendo insistentemente la grazia, ottenuta solo nel 1831 da re Ferdinando II che lo richiamò in servizio,  affidandogli il riordinamento e la direzione dell'Orfanotrofio militare per la marina. Poi nel marzo 1833 fu nominato direttore del dipartimento e del cantiere di Castellammare, dove si occupò della costruzione di alcune navi, tra cui la fregata Partenope.Morì a Castellammare di Stabia il 10 aprile 1836, in seguito ad un improvviso attacco di una "malattia biliosa".

## Titoli nobiliari
Nominato barone da re Gioacchino Murat nel 1814.